# 桑山貞晴 (小傳次)
桑山 貞晴（くわやま さだはる）は、安土桃山時代から江戸時代前期にかけての武将、茶人。官位は従五位下左近大夫。同名の甥桑山加賀守貞晴がおり、区別して桑山小傳次あるいは桑山左近大夫とも書かれる。片桐石州は貞晴の門下にあたり、茶人としては宗仙を名乗った。号は洞雲。

## 生涯
桑山重晴の三男として誕生。
初め豊臣秀長に仕え、大和国内に2,500石の知行を与えられた。秀保死後は豊臣秀吉に仕えた。
文禄元年（1592年）、文禄・慶長の役には甥（兄桑山一重の子）桑山一晴（小藤太）と共に出陣。一晴と1,000名の水軍を指揮した。
次いで徳川氏に仕え、慶長5年（1600年）、関ヶ原の戦いでは東軍に与した。和歌山城を父・重晴が守ると、家康の命令を受けて甥・一晴共に西軍方の堀内氏善の新宮城を攻めて、戦功をあげた。
慶長19年（1614年）の大坂の陣でも同じく徳川方で、兄・元晴・甥・一直と出陣して、先手衆の藤堂高虎の配下で天王寺口に布陣。
元和元年（1615年）の夏の陣では、先鋒の水野勝成に従って道明寺の戦いで丹羽氏信らと共に薄田兼相の軍勢と交戦し、首級7を挙げた。その後も元晴と共に高力忠房に従って大和国で大坂方残党を追討した。
また千道安、古田織部から茶の湯について学んだ茶人でもあり、宗仙と名乗って晩年は千利休の茶風を後世に伝える役目を果たした。
寛永9年（1632年）7月7日に死去、享年73。